# مرکز مطالعات شبکه‌های اطلاعات بی‌سیم
مرکز مطالعات شبکه‌های اطلاعات بی‌سیم در سال ۱۹۸۵ میلادی تأسیس شده است.

## شبکه‌های بی سیم
برنامۀ تحقیقات در زمینۀ شبکه اطلاعات بی سیم را پروفسور کاوه پهلوان راه‌اندازی کرده است.